# Kadžaran
Kadžaran (arm. Քաջարան) je grad i općina u Armeniji, u Sjunikskom marzeru. 
Udaljen je 356 km od Erevan, 25 km od Kapana i 50 km sjeverno od granice Irana.
U okolini su veoma bogata nalazišta bakra i molibdena, a sam grad je poznat po velikom kombinatu koji se bavi preradom ovih ruda.

## Zemljopis
Grad i općina Kadžaran se nalaze u jugozapadnom dijelu armenskog marzera Sjunika, smješteni u dolini rijeke Vohči i okružen obroncima Zangezurskih i Megrinskih planina. Leži na prijelazu između dva ekosistema na nadmorskoj visini između 1.750 metara (u dolini rijeke) do 2.100 metara. Zapadno od grada nalazi se i najviši vrh Zangezurskih planina Kapudžuh (visok 3.904 m). Područje se odlikuje veoma jakom erozijom.

## Povijest
Područje oko današnjeg grada je bilo stalno naseljeno još u periodu 3. i 2. milenija prije nove ere, a svjedoci tih prvobitnih naselja su brojni poganski hramovi koji su pronađeni u ovoj oblasti a koji datiraju iz najranijih vremena. U ovoj oblasti metal se obrađuje od brončanog doba.
Prvi veći rudnici bakra otvoreni su 1890. i radili su do 1910. godine. 
Sovjetski geolozi su tokom tridesetih godina prošlog stoljeća brojnim istraživanjima terena utvrdili postojanje velikih zaliha bakra u ovom području, zbog čega je 1952. otvorena velika tvornica za preradu ruda bakra i molibdena. Ubrzo su oko rudnika i same tvornice nikle brojne radničke kućice koje su se ubrzo pretvorile u pravo naselje. 
Kadžaran, koji je ime vjerojatno dobio po istoimenom selu koje je smješteno u ovoj oblasti, status grada je dobio 1958. godine i danas je jedan od sedam gradskih centara u Sjuniku.

## Klima
Klima je planinska, a godišnji prosjek temperature je 6,9 °C. Apsolutni temperaturni maksimum iznosi 33,5 °C a minimum -18,5 °C. Godišnje se u prosjeku izluči oko 600 – 705 mm padavina, najviše u svibnju i lipnju. Prosječna vlažnost zraka je 69%, a najvlažniji mjesec je svibanj s vlažnočom od 74%.

## Stanovništvo
Prema popisu iz 2001. godine, živjelo 8.439 stanovnika. Većinu stanovništva grada čine imigranti iz Kapana i Karabaha, armenske nacionalnosti.

## Gradska privreda
Privrednu osnovu samog grada, ali i cijelog područja čini eksploatacija i prerada rude. Planinsko područje oko grada je veoma bogato rudama bakra i molibdena, a prva istraživanja rudnih resursa ovog područja započela su 1931. godine. Eksploatacija je započela 1952. godine. Ruda koja se vadi u ovdašnjim rudnicima uglavnom sadrži visoke postotke molibdena, halkopirita, pirita i magnetita. Od sporednih elemenata vrijedi pomenuti zlato, srebro, renij, selen i bizmut. Postoje i izrazito bogate naslage bakarne rude. U Kadžaranskom rudniku nalazi se 87% cjelokupnih zaliha bakarne rude u području i 8% cjelokupnih zaliha molibdena.
Ruda se obrađuje u tvornicama koje se nalaze u samom gradu a posluju u sastavu Zangezurskog kombinata za bakar i molibden. U tvornici je u 2002. obrađeno preko 8 milijuna tona rude, što je oko 95% planiranih vrijednosti. Većina gotovih proizvoda se izvozi. U tvornici je zapošljeno nešto manje od 4.000 ljudi. Jedan dio rude se u sirovom stanju prevozi na obradu u kombinate u Erevanu i Alaverdiu.
U ekonomskom pogledu za grad je veoma važna činjenica da od 2008. kroz njega prolazi plinovod koji glavni grad Erevan snabdijeva prirodnim plinom iz Irana.

## Galerija
- Cesta Kapan - Kadžaran
- Rudnik

## Vanjske poveznice
- Službena stranica